# Polo Sanitario
El Polo Sanitario Malvinas Argentinas es un hospital argentino. La institución es más conocida como "Polo" o "Polo Sanitario", que es la denominación que se le asignó en el año 2002 por ordenanza municipal mediante, a la concentración de Centros Asistenciales, consultorios y hospitales ubicados en Ruta 8 km 32,500 de Los Polvorines. En el año 2006 se inaugura allí, el Centro de Alta Complejidad Cardiovascular René Favaloro
Inicialmente funcionaba solo como un centro de atención ambulatoria. Hoy en día posee un servicio de clínica médica, que cuenta con 90 camas de internación, servicio de cardiología con unidad coronaria, hemodinamia y UDP cardiológica, siendo además sede formativa de cardiólogos, clínicos, diabetólogos y centro de práctica de especialidades como traumatología, cirugía general, diagnóstico por imágenes, todas estas con sede principal en el hospital Federico Abete y es centro de referencia de manejo de pie diabético, además de funcionar como consultorio externo de más de 40 especialidades y subespecialidades.
El instituto brinda atención ambulatoria a más de 20.000 pacientes mensuales a través de sus consultorios externos con las siguientes especialidades:
- Alergia
- Clínica médica
- Dermatología
- Flebología
- Fonoaudiología
- ORL
- Ginecología
- Kinesiología
- Infectología
- Neurología
- Neumonología
- Nutrición
- Oncología
- Reumatología
- Traumatología
- TBC
- Urología
- Cirugía general
- Cirugía ORL
- Cirugía proctocológica

El Polo Sanitario cuenta además con un servicio de diagnóstico por imágenes, con un mamógrafo, un resonador de última generación y tres quirófanos.